# Campionati del mondo di ciclismo su strada 2006 - Cronometro maschile Elite
La cronometro individuale maschile Elite dei Campionati del mondo di ciclismo su strada 2006 venne corsa il 22 settembre 2006 nel territorio circostante Salisburgo, in Austria, per un percorso totale di 50,8 km. Lo svizzero Fabian Cancellara vinse la medaglia d'oro terminando in 1h00'11"75.

## Percorso
Le gare a cronometro prendevano il via dalla periferia settentrionale di Salisburgo. Dopo la partenza sulle rive della Salzach, lungo l'Elisabethkai,, nel punto più alto di tutto il tracciato, 575 m s.l.m., il percorso portava i partecipanti verso gli abitati di Hallwang ed Elixhausen, e quindi più a nord verso Obertrum. Il percorso della competizione maschile Elite portava gli atleti a completare il periplo del Lago Obertrumer, per rientrare quindi a Salisburgo passando per Elixhausen e Lengfelden. Il traguardo era posto in Mirabellplatz.

## Classifica (Top 10)
| Pos. | Corridore           | Squadra     | Tempo      |
| ---- | ------------------- | ----------- | ---------- |
| 1    | Fabian Cancellara   | Svizzera    | 1h00'11"75 |
| 2    | David Zabriskie     | Stati Uniti | a 1'29"97  |
| 3    | Aleksandr Vinokurov | Kazakistan  | a 1'49"72  |
| 4    | Brian Vandborg      | Danimarca   | a 1'53"10  |
| 5    | Sebastian Lang      | Germania    | a 2'08"85  |
| 6    | Vasil' Kiryenka     | Bielorussia | a 2'13"65  |
| 7    | Leif Hoste          | Belgio      | a 2'31"28  |
| 8    | Michael Rogers      | Australia   | a 2'31"86  |
| 9    | Andrij Hrivko       | Ucraina     | a 2'45"03  |
| 10   | Vladimir Gusev      | Russia      | a 2'53"71  |